# Volitve predsednika Islandije 2020
Volitve predsednika Islandije 2020 so bile redne volitve predsednika Islandije. Potekale so 27. junija 2020, glasovati pa je bilo možno od 25. maja 2020. Na mesto predsednika je bil ponovno izvoljen Guðni Th. Jóhannesson.

## Volilni sistem
Predsednik je izvoljen, ko izmed kandidatov doseže večino glasov volilnih upravičencev.
V svojem novoletnem nagovoru je takratni predsednik Islandije Guðni Th. Jóhannesson napovedal nastop na prihajajočih predsedniških volitvah.
Kandidaturo je 22. aprila 2020 v Facebook posnetku najavil tudi Guðmundur Franklín Jónsson, poslovnež in aktivist.
Za nastop na predsedniških volitvah se je omenjalo še nekaj posameznikov. Tudi Axel Pétur Axelsson, socialni inženir, ki je napovedal razrešitev vseh članov islandske vlade. Potrebno število podpisov za nastop na volitvah sta zbrala le Guðni Th. Jóhannesson in Guðmundur Franklín Jónsson.

## Rezultati
| Kandidati                     | Stranka                       | Glasovi | %      |
| ----------------------------- | ----------------------------- | ------- | ------ |
| Guðni Th. Jóhannesson         | neodvisen                     | 150.913 | 92,18  |
| Guðmundur Franklín Jónsson    | neodvisen                     | 12.797  | 7,82   |
| Neveljavni glasovi            | Neveljavni glasovi            | 5,111   | –      |
| Skupaj                        | Skupaj                        | 168.821 | 100,00 |
| Število volilnih upravičencev | Število volilnih upravičencev | 252.267 | 66,92  |